# Primera División de España 2002-03
La Primera División de España 2002-03 fue la 72.ª edición del Campeonato Nacional de Liga de Primera División. Comenzó el 31 de agosto de 2002 y terminó el 22 de junio de 2003.
El Real Madrid conquistó su 29.º título de liga.

## Sistema de competición
Como en ediciones anteriores, tomaron parte veinte clubes de toda la geografía española. Encuadrados en un grupo único, y siguiendo un sistema de liga, se enfrentaron todos contra todos en dos ocasiones -una en campo propio y otra en campo contrario- durante un total de 38 jornadas. El orden de los encuentros se decidió por sorteo antes de empezar la competición. El torneo fue organizado por la Liga de Fútbol Profesional (LFP), aunque la Real Federación Española de Fútbol fue la responsable de la justicia deportiva y de designar a los árbitros de cada encuentro.
El sistema de puntuación fue el siguiente: tres puntos para el ganador de un partido, un punto para cada equipo en caso de un empate y sin puntos para el equipo perdedor de un encuentro. Al término del campeonato el equipo que acumuló más puntos, el Real Madrid, se proclamó campeón de la liga española y se clasificó para la fase de grupos de la próxima Liga de Campeones de la UEFA, junto con el segundo clasificado (Real Sociedad). El tercero y el cuarto también obtuvieron la clasificación para dicha competición, aunque disputando las eliminatorias preliminares. El quinto y el sexto clasificado obtuvieron una plaza para la Copa de la UEFA de la temporada siguiente.
Los tres últimos equipos fueron relegados a la Segunda División para la próxima temporada. De esta ascendieron, a su vez, los tres primeros clasificados, para reemplazar a los equipos descendidos.

## Equipos participantes

### Ascensos y descensos
| Pos. | Descendidos a 2.ª División |
| ---- | -------------------------- |
| 18.º | U. D. Las Palmas           |
| 19.º | C. D. Tenerife             |
| 20.º | Real Zaragoza              |

| Pos. | Ascendidos de 2.ª División |
| ---- | -------------------------- |
| 1.º  | Atlético de Madrid         |
| 2.º  | Racing de Santander        |
| 3.º  | R. C. Recreativo de Huelva |

### Equipos por comunidad autónoma
| N.° | Comunidad autónoma   | Equipos                                |
| --- | -------------------- | -------------------------------------- |
| 4   | Andalucía            | Málaga, Recreativo, Betis y Sevilla    |
| 3   | Comunidad de Madrid  | Atlético, Rayo Vallecano y Real Madrid |
| 3   | País Vasco           | Alavés, Athletic y Real Sociedad       |
| 2   | Cataluña             | Barcelona y Espanyol                   |
| 2   | Comunidad Valenciana | Valencia y Villarreal                  |
| 2   | Galicia              | Celta y Deportivo de La Coruña         |
| 1   | Castilla y León      | Valladolid                             |
| 1   | Cantabria            | Racing de Santander                    |
| 1   | Islas Baleares       | Mallorca                               |

### Información de los equipos
| Equipo                 | Ciudad            | Entrenador          | Estadio                | Aforo | Marca      | Patrocinador           |
| ---------------------- | ----------------- | ------------------- | ---------------------- | ----- | ---------- | ---------------------- |
| Alavés                 | Vitoria           | Jesús Aranguren     | Mendizorroza           |       | Umbro      | Alpine                 |
| Athletic               | Bilbao            | Jupp Heynckes       | San Mamés              |       |            |                        |
| Atlético de Madrid     | Madrid            | Luis Aragonés       | Vicente Calderón       |       | Nike       | Idea Electrodomésticos |
| Barcelona              | Barcelona         | Radomir Antić       | Camp Nou               |       | Nike       |                        |
| Betis                  | Sevilla           | Víctor Fernández    | Ruiz de Lopera         |       | Kappa      |                        |
| Celta de Vigo          | Vigo              | Miguel Ángel Lotina | Balaídos               |       | Umbro      | Citroën                |
| Deportivo de La Coruña | La Coruña         | Javier Irureta      | Riazor                 |       | Joma       | Fadesa                 |
| Espanyol               | Barcelona         | Javier Clemente     | Olímpic Lluís Companys |       | Umbro      | Vitel Moblie           |
| Málaga                 | Málaga            | Juan Carlos Añón    | La Rosaleda            |       | Umbro      | Unicaja                |
| Mallorca               | Palma de Mallorca | Gregorio Manzano    | Son Moix               |       | John Smith | Spanair                |
| Osasuna                | Pamplona          | Javier Aguirre      | El Sadar               |       | Astore     | Caja Navarra           |
| Racing de Santander    | Santander         | Chuchi Cos          | El Sardinero           |       | Austrial   | Caja de Cantabria      |
| Rayo Vallecano         | Madrid            | Antonio Iriondo     | Teresa Rivero          |       | Joma       | Rumasa                 |
| Real Madrid            | Madrid            | Vicente del Bosque  | Santiago Bernabéu      |       | Adidas     | Siemens Mobile         |
| Real Sociedad          | San Sebastián     | Raynald Denoueix    | Anoeta                 |       | Astore     | Kraft                  |
| Recreativo de Huelva   | Huelva            | Lucas Alcaraz       | Nuevo Colombino        |       | Kelme      | Cepsa                  |
| Sevilla                | Sevilla           | Joaquín Caparrós    | Ramón Sánchez Pizjuán  |       | Joma       | Andalucia              |
| Valencia               | Valencia          | Rafa Benítez        | Mestalla               |       | Nike       | Terra Mítica           |
| Valladolid             | Valladolid        | José Moré Bonet     | Nuevo José Zorrilla    |       | Umbro      | Caja España            |
| Villarreal             | Villarreal        | Benito Floro        | El Madrigal            |       | Kelme      | Terra Mítica           |

### Cambios de entrenadores
| Equipo         | Entrenador (jornadas)                                                                         |
| -------------- | --------------------------------------------------------------------------------------------- |
| Villarreal     | Víctor Muñoz (1) Paquito (2) Benito Floro (3-38)                                              |
| Espanyol       | Juande Ramos (1-5) Ramón Moya (6-14) Javier Clemente (15-38)                                  |
| Racing         | Manolo Preciado (1-18) Chuchi Cos (19-38)                                                     |
| Rayo Vallecano | Fernando Vázquez (1-18) Jose Luis Martin (19) Gustavo Benítez (20-29) Antonio Iriondo (30-38) |
| Barcelona      | Louis van Gaal (1-19) Toño de la Cruz (20) Radomir Antić (21-38)                              |
| Alavés         | Mané Esnal (1-31) Txutxi Aranguren (32-38)                                                    |
| Málaga         | Joaquín Peiró (1-37) Juan Carlos Añón (38)                                                    |

## Crónica

### Pretemporada
El verano de 2002 estuvo marcado por la Copa Mundial de Fútbol ganada por Brasil. Ronaldo fue la figura del campeonato y el Real Madrid, en su afán de reunir a los mejores futbolistas del mundo, consiguió incorporar desde el Inter de Milán después de dos meses de negociaciones. El Real Madrid, vigente campeón de Europa, ganó por primera vez en su historia la Supercopa de Europa en su tercera final con una gran actuación de Roberto Carlos, y desafiaba al campeón de Liga, un Valencia CF que se mostró vulnerable tras perder los dos partidos de la Supercopa de España ante el anterior campeón de Copa, el Deportivo de la Coruña. Los gallegos se reforzaron en ataque con Albert Luque y en defensa con Jorge Andrade para permanecer en la lucha por el título.
El FC Barcelona recuperó a Louis van Gaal como entrenador. En una pésima situación económica tras dos años de grandes gastos que no se tradujeron en títulos, el club catalán regaló a Rivaldo, una de las figuras del club y del Brasil campeón del mundo, al AC Milan, para ahorrar el resto de su contrato, unos 18 millones de euros. Con ese dinero se financió el único fichaje con coste de la temporada, Juan Román Riquelme, futbolista argentino que había hecho una gran actuación en la Copa Intercontinental 2000 ante el Real Madrid. También llegó Gaizka Mendieta cedido por una temporada por la SS Lazio. Jugadores que terminaron contrato como Abelardo o Sergi no pudieron ser reemplazados y ante la falta de dinero, el resto de incorporaciones procedieron de la cantera. Debutaron jugadores que a largo plazo acabarían siendo internacionales y campeones de torneos de selecciones, como Andrés Iniesta, Víctor Valdés, Sergio García o Fernando Navarro.
Se produjeron varios cambios de entrenador: el RCD Espanyol fichó a Juande Ramos, quien en dos temporadas había llevado al Betis de Segunda División a Europa. El club verdiblanco cubrió su vacante con Víctor Fernández, quien había clasificado para Europa al Celta de Vigo en varias temporadas consecutivas, y reforzaron su plantilla con el goleador Alfonso y el especialista en lanzamientos de faltas Marcos Assunção. Los vigueses contrataron a Miguel Ángel Lotina, exentrenador de Osasuna.
La primera polémica de la temporada tuvo lugar en la jornada inicial. En un derbi vasco ganado por la Real Sociedad (4-2), el jugador del Athletic Club Carlos Gurpegui, autor de los dos goles bilbaínos en su partido de debut en La Liga, dio positivo por nandrolona, un hecho que conlleva dos años de sanción. Después de varios recursos judiciales, Gurpegui cumplió su suspensión entre 2006 y 2008.
Víctor Muñoz fue el primer entrenador destituido de la temporada. Apenas dirigió tres partidos al Villarreal CF: un empate en Liga en casa ante Osasuna, eliminación en Copa en la primera ronda contra el Hércules CF y perder la final de la Copa Intertoto ante el Málaga CF.

### Campeonato
La Liga 2002-03 comenzó con los cuatro primeros clasificados de la temporada anterior, Valencia, Deportivo de la Coruña, Real Madrid y Barcelona como favoritos para el título. Sin embargo, el campeonato se convirtió en un duelo entre el club madridista y la Real Sociedad, que sin estar dentro de los pronósticos realizó una gran temporada.
El Real Madrid, entonces apodado galáctico por la calidad de los jugadores de su plantilla, entre ellos Raúl, Luís Figo, Zidane y Roberto Carlos, venía de ganar la anterior Liga de Campeones de la UEFA. Los madridistas se habían reforzado con el delantero brasileño Ronaldo, gran figura del Mundial 2002. Con Ronaldo, que anotó 23 goles en su regreso al fútbol español, el Real Madrid ganó la Liga en la última jornada ganando al Athletic Club en casa. A mitad de temporada, el club blanco añadió a sus vitrinas la Copa Intercontinental 2002 al vencer al Olimpia de Asunción. El pulso con la Real Sociedad duró a lo largo de toda la temporada. En el equipo donostiarra, entrenado por Raynald Denoueix, demostraron un gran rendimiento jugadores como Darko Kovačević, Nihat, Valeri Karpin, De Pedro y un joven Xabi Alonso.

### Plazas por Europa
El tercer clasificado fue el Deportivo de la Coruña. Su delantero holandés Roy Makaay fue, con 29 tantos, el Pichichi de la temporada. Manteniendo el bloque entrenado por Javier Irureta, siempre estuvieron entre los mejores clasificados, y tuvieron opciones de ganar la Liga hasta la derrota en la jornada 35 en un derbi gallego contra el Celta de Vigo. En la primera fase de una Champions de gran nivel, hundieron al gigante alemán, el Bayern de Múnich, ganando los dos enfrentamientos y convirtiéndose en el primer equipo español que derrotaba a este club en su estadio. No pudieron pasar de la segunda fase de grupos donde coincidieron con Manchester United y Juventus.
El Celta, por su parte, completaron una de las mejores temporadas de su historia, quedando cuartos, por delante de grandes equipos como Barcelona y Valencia, y entrando en la Liga de Campeones. Basando su juego en la defensa, el portero Pablo Cavallero ganó el Trofeo Zamora.
El anterior campeón, el Valencia de Rafa Benítez, terminó en la quinta posición. Hizo una buena primera vuelta, pero tras una racha de cinco partidos sin ganar en marzo, se alejó incluso de los puestos de Liga de Campeones. Igual que en la temporada anterior, dispusieron de la mejor defensa de La Liga, recibiendo solo 35 goles, pero la ausencia de un delantero goleador que sí tenían sus competidores por el título impidió al Valencia mantener el ritmo de éstos. en Champions eliminó al Liverpool en la primera ronda, y ganó un grupo de segunda fase con rivales potentes como AS Roma, Arsenal y Ajax de Ámsterdam. Fue eliminado por el Inter de Milán en cuartos de final (1-0 y 2-1).
El Barcelona completó una de las peores ligas de su historia. El técnico Louis van Gaal fue destituido a la mitad de temporada tras unos malísimos resultados, cayendo por segunda temporada consecutiva en la primera eliminatoria de Copa del Rey ante el Novelda CF. La temporada fue muy convulsa, y dejó entre otros episodios, el lanzamiento de objetos a Luís Figo en el Camp Nou en un clásico y la dimisión del presidente Joan Gaspart, reclamada por la afición tras una derrota en casa contra el Sevilla FC por 0-3. Después de estas derrotas vinieron otras como ante el Valencia en casa por 2-4 y acto seguido en Vigo ante el Celta por 2-0, dejando al club a tres puntos del descenso, tras la cual Van Gaal fue destituido el 27 de enero de 2003. Toño de la Cruz dirigió al equipo hasta encontrar un relevo en la figura de Radomir Antić, pero encajó otra derrota por 3-0 ante el Atlético, quedando el Barcelona en el puesto 15, una de las peores posiciones de su historia. Joan Gaspart finalmente dimitió el 1 de marzo y relevado por Enric Reyna. En cambio, en Europa ofreció un gran rendimiento consiguiendo 13 victorias y un empate en los primeros 14 partidos de la competición, hasta que se topó con la Juventus, que le eliminó en cuartos de final (1-1 y 1-2). Esto conlleva la cuarta temporada sin títulos y la dimisión de Reyna, convocando elecciones presidenciales. En Liga, con Radomir Antić el Barça consiguió remontar hasta obtener el último billete hacia Europa, el de la sexta plaza, para lo cual necesitó ganar los últimos cuatro partidos, algunos de ellos ante equipos en plazas europeas como Valencia y Celta. Aquella remontada final fue la única racha positiva del Barcelona en esta Liga.
El Mallorca de Samuel Eto'o, que ganó la Copa del Rey, consiguió la clasificación para Europa. Derrotó en la final al Recreativo, tras eliminar a los finalistas de la anterior edición, Real Madrid en cuartos y Deportivo en semifinales. Igualmente estableció un récord del club de victorias consecutivas, con siete entre las jornadas 4 y 10, y fue el único equipo que ganó en el estadio del campeón de Liga, el Real Madrid, por 1-5.
Otros equipos que se quedaron cerca de las plazas europeas fueron el Athletic Club, que perdió la plaza europea al perder el partido final contra el Real Madrid, el Betis de Joaquín y el Sevilla de José Antonio Reyes. El Atlético de Madrid, que regresaba a la Primera División entrenado por Luis Aragonés, solo alcanzó la duodécima posición en la temporada de debut de Fernando Torres en la élite.
Dos equipos de la zona baja, como Villarreal y Racing de Santander consiguieron la clasificación para la Copa Intertoto, llegando los castellonenses hasta la final de este trofeo veraniego, para conseguir el pase a la Copa de la UEFA, la primera participación en competición europea del Villarreal, tras vencer en la final al Heerenveen holandés.

### Descenso
El equipo más modesto de la categoría, el Recreativo de Huelva, descendió a Segunda. El club decano del fútbol español no consiguió remontar una mala primera vuelta. El Deportivo Alavés, que esta temporada jugó en la Copa de la UEFA, se hundió en la zona de descenso tras sufrir dos goleadas ante Real Madrid y Deportivo de la Coruña y no se recuperó. Cerró la tabla el Rayo Vallecano, descendido tras una temporada inestable con varios cambios de entrenador.

## Desarrollo

### Clasificación
| Pos. | Equipo                   | Pts. | PJ | G  | E  | P  | GF | GC | Dif. | Clasificación o descenso                     |
| ---- | ------------------------ | ---- | -- | -- | -- | -- | -- | -- | ---- | -------------------------------------------- |
| 1    | Real Madrid (C)          | 78   | 38 | 22 | 12 | 4  | 86 | 42 | +44  | Fase de grupos de la Liga de Campeones       |
| 2    | Real Sociedad            | 76   | 38 | 22 | 10 | 6  | 71 | 45 | +26  | Fase de grupos de la Liga de Campeones       |
| 3    | Deportivo La Coruña      | 72   | 38 | 22 | 6  | 10 | 67 | 47 | +20  | Tercera ronda previa de la Liga de Campeones |
| 4    | Celta de Vigo            | 61   | 38 | 17 | 10 | 11 | 45 | 36 | +9   | Tercera ronda previa de la Liga de Campeones |
| 5    | Valencia                 | 60   | 38 | 17 | 9  | 12 | 56 | 35 | +21  | Primera ronda de la Copa de la UEFA          |
| 6    | Barcelona                | 56   | 38 | 15 | 11 | 12 | 63 | 47 | +16  | Primera ronda de la Copa de la UEFA          |
| 7    | Athletic Club            | 55   | 38 | 15 | 10 | 13 | 63 | 61 | +2   |                                              |
| 8    | Real Betis               | 54   | 38 | 14 | 12 | 12 | 56 | 53 | +3   |                                              |
| 9    | Mallorca                 | 52   | 38 | 14 | 10 | 14 | 49 | 56 | −7   | Primera ronda de la Copa de la UEFA          |
| 10   | Sevilla                  | 50   | 38 | 13 | 11 | 14 | 38 | 39 | −1   |                                              |
| 11   | Osasuna                  | 47   | 38 | 12 | 11 | 15 | 40 | 48 | −8   |                                              |
| 12   | Atlético de Madrid       | 47   | 38 | 12 | 11 | 15 | 51 | 56 | −5   |                                              |
| 13   | Málaga                   | 46   | 38 | 11 | 13 | 14 | 44 | 49 | −5   |                                              |
| 14   | Real Valladolid          | 46   | 38 | 12 | 10 | 16 | 37 | 40 | −3   |                                              |
| 15   | Villarreal               | 45   | 38 | 11 | 12 | 15 | 44 | 53 | −9   | Tercera ronda de la Copa Intertoto           |
| 16   | Racing de Santander      | 44   | 38 | 13 | 5  | 20 | 54 | 64 | −10  | Segunda ronda de la Copa Intertoto           |
| 17   | Espanyol                 | 43   | 38 | 10 | 13 | 15 | 48 | 54 | −6   |                                              |
| 18   | Recreativo de Huelva (D) | 36   | 38 | 8  | 12 | 18 | 35 | 61 | −26  | Descenso de categoría                        |
| 19   | Alavés (D)               | 35   | 38 | 8  | 11 | 19 | 38 | 68 | −30  | Descenso de categoría                        |
| 20   | Rayo Vallecano (D)       | 32   | 38 | 7  | 11 | 20 | 31 | 62 | −31  | Descenso de categoría                        |

 Fuente: BDFutbol
Notas:
1. ↑  Mallorca se clasificó para la primera ronda de la Copa de la UEFA 2003-04 por ser campeón de la Copa del Rey 2002-03.

|                           |
|                           |
| Campeón Real Madrid C. F. |
| 29.º título               |

### Evolución de la clasificación
| Jornada    | 1  | 2  | 3  | 4  | 5  | 6  | 7  | 8  | 9  | 10 | 11 | 12 | 13 | 14 | 15 | 16 | 17 | 18 | 19 | 20 | 21 | 22 | 23 | 24 | 25 | 26 | 27 | 28 | 29 | 30 | 31 | 32 | 33 | 34 | 35 | 36 | 37 | 38 |
| Equipo     |    |    |    |    |    |    |    |    |    |    |    |    |    |    |    |    |    |    |    |    |    |    |    |    |    |    |    |    |    |    |    |    |    |    |    |    |    |    |
| ---------- | -- | -- | -- | -- | -- | -- | -- | -- | -- | -- | -- | -- | -- | -- | -- | -- | -- | -- | -- | -- | -- | -- | -- | -- | -- | -- | -- | -- | -- | -- | -- | -- | -- | -- | -- | -- | -- | -- |
| R. Madrid  | 4  | 8  | 3  | 6  | 3  | 5  | 4  | 6  | 5  | 5  | 4  | 4  | 3  | 3  | 2  | 2  | 2  | 2  | 2  | 2  | 2  | 2  | 2  | 1  | 1  | 1  | 1  | 1  | 1  | 1  | 1  | 1  | 3  | 2  | 2  | 2  | 1  | 1  |
| R.Sociedad | 1  | 2  | 4  | 3  | 2  | 1  | 1  | 1  | 1  | 1  | 1  | 1  | 1  | 1  | 1  | 1  | 1  | 1  | 1  | 1  | 1  | 1  | 1  | 2  | 2  | 2  | 2  | 3  | 3  | 2  | 2  | 3  | 2  | 1  | 1  | 1  | 2  | 2  |
| Deportivo  | 18 | 10 | 7  | 4  | 7  | 9  | 6  | 7  | 9  | 7  | 7  | 7  | 8  | 6  | 6  | 3  | 4  | 4  | 5  | 4  | 4  | 4  | 4  | 4  | 3  | 3  | 3  | 2  | 2  | 3  | 3  | 2  | 1  | 3  | 3  | 3  | 3  | 3  |
| Celta      | 6  | 3  | 1  | 2  | 1  | 2  | 3  | 4  | 4  | 6  | 6  | 5  | 4  | 4  | 4  | 5  | 6  | 6  | 6  | 6  | 5  | 5  | 5  | 5  | 5  | 5  | 5  | 5  | 5  | 4  | 5  | 5  | 4  | 5  | 4  | 4  | 4  | 4  |
| Valencia   | 3  | 1  | 2  | 1  | 5  | 4  | 2  | 2  | 2  | 3  | 3  | 3  | 2  | 2  | 3  | 4  | 3  | 3  | 3  | 3  | 3  | 3  | 3  | 3  | 4  | 4  | 4  | 4  | 4  | 5  | 4  | 4  | 5  | 4  | 5  | 5  | 5  | 5  |
| Barcelona  | 8  | 7  | 5  | 8  | 8  | 11 | 8  | 8  | 6  | 10 | 10 | 10 | 10 | 13 | 10 | 8  | 9  | 10 | 12 | 15 | 15 | 11 | 8  | 9  | 9  | 9  | 9  | 9  | 12 | 12 | 12 | 8  | 7  | 8  | 7  | 7  | 7  | 6  |
| Athletic   | 17 | 17 | 17 | 18 | 16 | 17 | 19 | 15 | 14 | 12 | 11 | 11 | 13 | 17 | 13 | 10 | 13 | 15 | 16 | 13 | 13 | 8  | 9  | 12 | 14 | 10 | 11 | 10 | 10 | 10 | 10 | 6  | 6  | 6  | 6  | 6  | 6  | 7  |
| Betis      | 2  | 6  | 10 | 5  | 6  | 8  | 9  | 5  | 8  | 4  | 8  | 6  | 5  | 5  | 5  | 6  | 5  | 5  | 4  | 5  | 6  | 6  | 6  | 6  | 7  | 7  | 8  | 6  | 7  | 7  | 8  | 10 | 8  | 11 | 11 | 9  | 8  | 8  |
| Mallorca   | 20 | 20 | 20 | 15 | 12 | 10 | 7  | 3  | 3  | 2  | 2  | 2  | 6  | 7  | 7  | 7  | 7  | 7  | 7  | 10 | 11 | 15 | 15 | 16 | 13 | 12 | 10 | 11 | 11 | 11 | 11 | 7  | 9  | 7  | 10 | 10 | 10 | 9  |
| Sevilla    | 15 | 16 | 14 | 14 | 14 | 18 | 15 | 17 | 13 | 16 | 16 | 17 | 18 | 18 | 14 | 11 | 10 | 11 | 14 | 11 | 12 | 16 | 11 | 8  | 8  | 8  | 7  | 8  | 6  | 6  | 7  | 11 | 11 | 10 | 9  | 8  | 9  | 10 |
| Osasuna    | 11 | 13 | 16 | 17 | 18 | 15 | 17 | 19 | 19 | 18 | 18 | 16 | 12 | 10 | 12 | 17 | 17 | 17 | 13 | 16 | 16 | 13 | 16 | 15 | 16 | 17 | 16 | 17 | 17 | 17 | 17 | 17 | 17 | 17 | 17 | 17 | 16 | 11 |
| Atlético   | 9  | 11 | 9  | 10 | 11 | 13 | 12 | 10 | 11 | 9  | 5  | 8  | 7  | 8  | 8  | 9  | 8  | 8  | 8  | 7  | 7  | 7  | 7  | 7  | 6  | 6  | 6  | 7  | 8  | 8  | 9  | 12 | 12 | 9  | 8  | 11 | 11 | 12 |
| Málaga     | 5  | 4  | 6  | 7  | 4  | 3  | 5  | 9  | 7  | 8  | 9  | 9  | 9  | 9  | 11 | 14 | 14 | 13 | 9  | 8  | 9  | 12 | 12 | 14 | 10 | 13 | 12 | 12 | 9  | 9  | 6  | 9  | 10 | 12 | 12 | 14 | 12 | 13 |
| Valladolid | 7  | 5  | 8  | 9  | 10 | 7  | 11 | 12 | 10 | 11 | 12 | 14 | 15 | 12 | 15 | 13 | 12 | 9  | 10 | 9  | 10 | 14 | 17 | 11 | 11 | 11 | 13 | 14 | 15 | 15 | 15 | 14 | 14 | 14 | 15 | 16 | 13 | 14 |
| Villarreal | 12 | 14 | 15 | 16 | 17 | 14 | 14 | 16 | 17 | 15 | 14 | 12 | 11 | 15 | 17 | 16 | 11 | 12 | 15 | 12 | 8  | 9  | 13 | 10 | 12 | 14 | 14 | 13 | 13 | 13 | 16 | 16 | 15 | 13 | 13 | 12 | 14 | 15 |
| Racing     | 16 | 9  | 13 | 13 | 9  | 6  | 10 | 11 | 12 | 13 | 15 | 13 | 14 | 11 | 9  | 12 | 15 | 16 | 17 | 18 | 17 | 17 | 10 | 13 | 15 | 15 | 17 | 15 | 14 | 14 | 13 | 13 | 13 | 15 | 16 | 13 | 15 | 16 |
| Espanyol   | 19 | 19 | 18 | 19 | 20 | 19 | 16 | 18 | 18 | 19 | 20 | 18 | 19 | 19 | 19 | 19 | 19 | 19 | 18 | 17 | 18 | 18 | 18 | 18 | 18 | 16 | 15 | 16 | 16 | 16 | 14 | 15 | 16 | 16 | 14 | 15 | 17 | 17 |
| Recreativo | 14 | 18 | 19 | 20 | 19 | 20 | 20 | 20 | 20 | 20 | 19 | 20 | 20 | 20 | 20 | 20 | 20 | 20 | 20 | 20 | 20 | 20 | 20 | 20 | 20 | 20 | 20 | 19 | 19 | 19 | 18 | 18 | 18 | 18 | 18 | 18 | 18 | 18 |
| Alavés     | 13 | 15 | 12 | 11 | 15 | 16 | 18 | 14 | 16 | 14 | 13 | 15 | 16 | 14 | 16 | 15 | 16 | 14 | 11 | 14 | 14 | 10 | 14 | 17 | 17 | 18 | 18 | 18 | 18 | 18 | 19 | 19 | 19 | 19 | 19 | 19 | 19 | 19 |
| Rayo       | 10 | 12 | 11 | 12 | 13 | 12 | 13 | 13 | 15 | 17 | 17 | 19 | 17 | 16 | 18 | 18 | 18 | 18 | 19 | 19 | 19 | 19 | 19 | 19 | 19 | 19 | 19 | 20 | 20 | 20 | 20 | 20 | 20 | 20 | 20 | 20 | 20 | 20 |

## Resultados

### Tabla de resultados cruzados
| Local \ Visitante          | ALV | ATH | ATM | BAR | BET | CEL | DEP | ESP | MAL | MLL | OSA | RAC | RAY | RMA | RSO | REC | SEV | VAL | VLD | VIL |
| -------------------------- | --- | --- | --- | --- | --- | --- | --- | --- | --- | --- | --- | --- | --- | --- | --- | --- | --- | --- | --- | --- |
| Deportivo Alavés           | —   | 2–4 | 2–0 | 0–0 | 0–1 | 0–0 | 1–2 | 2–1 | 0–1 | 0–0 | 1–1 | 0–1 | 1–1 | 1–5 | 2–2 | 3–0 | 1–0 | 0–0 | 1–1 | 1–0 |
| Athletic Club              | 2–0 | —   | 1–0 | 0–2 | 3–1 | 2–1 | 3–2 | 4–1 | 1–1 | 0–2 | 1–3 | 2–1 | 2–1 | 1–1 | 3–0 | 2–3 | 2–0 | 1–0 | 0–0 | 0–1 |
| Atlético de Madrid         | 0–1 | 3–3 | —   | 3–0 | 1–0 | 0–1 | 3–1 | 3–3 | 2–1 | 2–1 | 0–1 | 1–2 | 2–0 | 0–4 | 1–2 | 1–1 | 1–1 | 1–1 | 1–0 | 3–2 |
| F. C. Barcelona            | 6–1 | 2–2 | 2–2 | —   | 4–0 | 2–0 | 2–4 | 2–0 | 2–1 | 1–2 | 2–2 | 6–1 | 3–0 | 0–0 | 2–1 | 3–0 | 0–3 | 2–4 | 1–1 | 1–0 |
| Real Betis                 | 2–2 | 1–0 | 2–2 | 3–0 | —   | 2–1 | 0–2 | 1–1 | 3–0 | 0–1 | 2–1 | 4–2 | 0–1 | 1–1 | 3–2 | 1–1 | 0–1 | 2–0 | 2–2 | 2–1 |
| R. C. Celta de Vigo        | 2–1 | 2–1 | 0–0 | 2–0 | 1–0 | —   | 3–0 | 1–0 | 2–2 | 3–1 | 0–0 | 2–2 | 0–1 | 0–1 | 3–2 | 4–1 | 0–1 | 1–1 | 0–0 | 3–1 |
| R. C. Deportivo La Coruña  | 6–0 | 2–1 | 3–2 | 2–0 | 2–4 | 3–0 | —   | 2–1 | 1–0 | 2–2 | 1–1 | 0–2 | 2–0 | 0–0 | 2–1 | 5–0 | 3–1 | 1–2 | 2–0 | 2–1 |
| R. C. D. Espanyol          | 3–1 | 3–3 | 1–2 | 0–2 | 2–4 | 0–0 | 3–1 | —   | 2–1 | 2–0 | 0–0 | 3–0 | 3–1 | 2–2 | 1–3 | 2–0 | 0–0 | 0–1 | 1–0 | 2–2 |
| Málaga C. F.               | 0–0 | 3–0 | 3–1 | 0–0 | 0–0 | 1–1 | 0–2 | 3–4 | —   | 1–0 | 1–0 | 2–2 | 2–1 | 2–3 | 0–2 | 4–0 | 3–2 | 2–2 | 1–0 | 1–1 |
| R. C. D. Mallorca          | 3–1 | 1–1 | 0–4 | 0–4 | 2–1 | 0–2 | 3–0 | 2–0 | 1–0 | —   | 2–0 | 3–3 | 1–1 | 1–5 | 1–3 | 1–1 | 1–3 | 0–2 | 2–1 | 1–1 |
| C. A. Osasuna              | 4–2 | 1–5 | 1–0 | 2–2 | 2–1 | 0–2 | 1–2 | 1–0 | 0–1 | 0–0 | —   | 3–1 | 0–1 | 1–0 | 2–3 | 0–1 | 2–1 | 1–0 | 1–1 | 0–1 |
| Racing de Santander        | 2–0 | 3–4 | 0–2 | 1–1 | 0–1 | 3–0 | 1–2 | 5–2 | 1–0 | 1–2 | 2–3 | —   | 2–0 | 2–0 | 1–2 | 1–0 | 1–0 | 2–1 | 0–1 | 1–1 |
| A. D. Rayo Vallecano       | 2–2 | 1–1 | 0–0 | 1–0 | 1–1 | 1–0 | 1–2 | 0–3 | 2–1 | 1–2 | 0–0 | 3–1 | —   | 2–3 | 0–0 | 0–0 | 0–1 | 0–4 | 0–1 | 2–2 |
| Real Madrid C. F.          | 5–2 | 3–1 | 2–2 | 1–1 | 4–1 | 1–1 | 2–0 | 2–0 | 5–1 | 1–5 | 4–1 | 4–1 | 3–1 | —   | 0–0 | 4–2 | 3–0 | 4–1 | 3–1 | 1–1 |
| Real Sociedad              | 3–1 | 4–2 | 3–0 | 2–1 | 3–3 | 1–0 | 1–1 | 0–0 | 2–2 | 2–1 | 2–0 | 2–1 | 5–0 | 4–2 | —   | 1–0 | 1–0 | 1–1 | 2–1 | 2–2 |
| R. C. Recreativo de Huelva | 1–0 | 1–2 | 3–0 | 1–3 | 1–1 | 0–3 | 1–1 | 0–0 | 2–3 | 1–1 | 1–1 | 2–1 | 2–1 | 0–0 | 1–3 | —   | 0–0 | 1–1 | 1–3 | 5–0 |
| Sevilla F. C.              | 3–2 | 1–1 | 1–1 | 0–0 | 1–1 | 0–1 | 1–1 | 1–0 | 0–0 | 3–0 | 2–0 | 1–0 | 3–3 | 1–3 | 0–1 | 1–0 | —   | 0–3 | 2–1 | 3–1 |
| Valencia C. F.             | 3–0 | 5–1 | 0–1 | 1–3 | 1–1 | 0–1 | 0–1 | 1–1 | 2–0 | 1–0 | 1–0 | 2–0 | 3–0 | 1–2 | 2–2 | 3–0 | 1–0 | —   | 2–0 | 1–2 |
| Real Valladolid            | 1–3 | 2–0 | 3–1 | 2–1 | 3–0 | 0–2 | 0–1 | 1–1 | 0–0 | 1–3 | 0–2 | 2–1 | 2–0 | 1–1 | 3–0 | 0–1 | 0–0 | 1–0 | —   | 1–0 |
| Villarreal C. F.           | 0–1 | 1–1 | 4–3 | 2–0 | 1–4 | 5–0 | 3–1 | 0–0 | 0–0 | 1–1 | 2–2 | 0–3 | 2–1 | 0–1 | 0–1 | 1–0 | 1–0 | 0–2 | 1–0 | —   |

## Estadísticas

### Goleadores

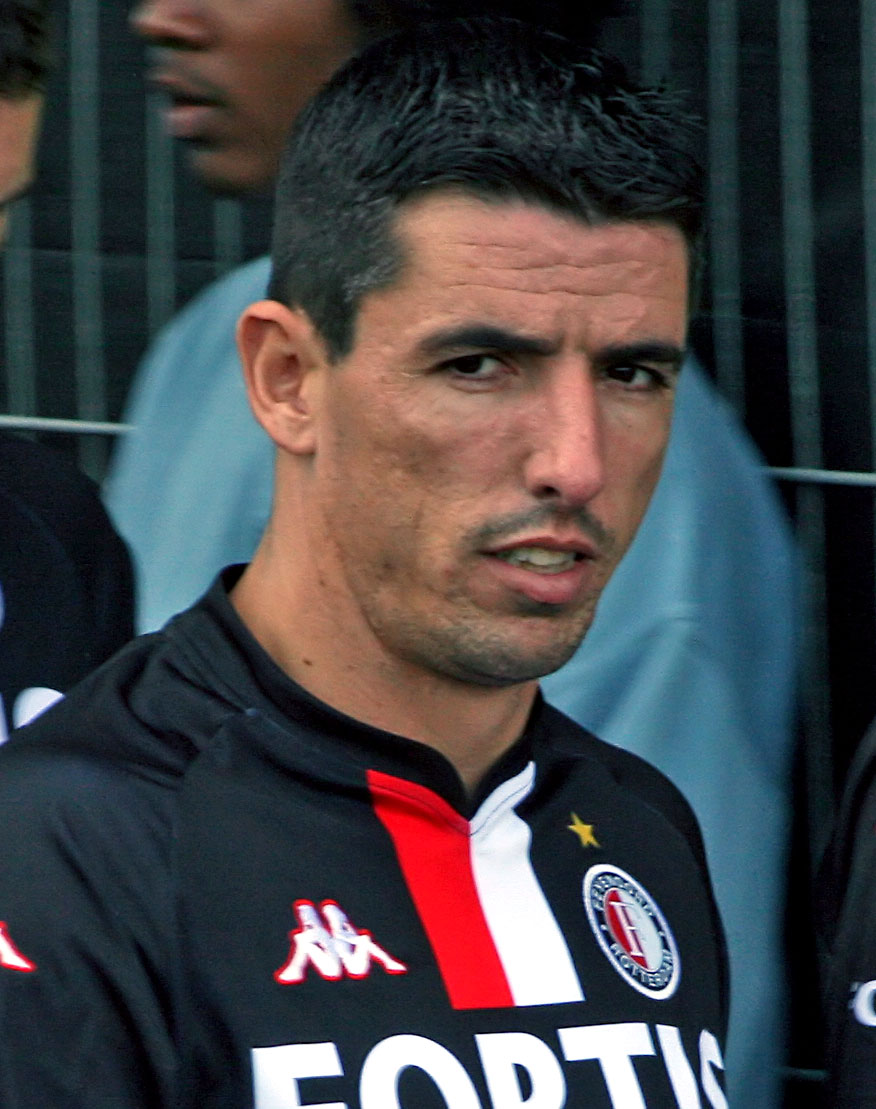
Makaay, Pichichi y Bota de Oro

| Roy Makaay                                | Deportivo     | 29 | 38 |
| Ronaldo                                   | Real Madrid   | 23 | 31 |
| Nihat Kahveci                             | Real Sociedad | 23 | 35 |
| Darko Kovačević                           | Real Sociedad | 20 | 36 |
| Raúl                                      | Real Madrid   | 16 | 31 |
| Patrick Kluivert                          | Barcelona     | 16 | 36 |
| Fernando                                  | Betis         | 15 | 35 |
| Javi Guerrero                             | Racing        | 15 | 35 |
| Samuel Eto'o                              | Mallorca      | 14 | 30 |
| Joseba Etxeberría                         | Athletic      | 14 | 33 |
| Ismael Urzaiz                             | Athletic      | 13 | 31 |
| Walter Pandiani                           | Mallorca      | 13 | 33 |
| Última actualización: 27 de abril de 2013 |               |    |    |

### Tripletas o pókers
Aquí se encuentra la lista de tripletas o hat-tricks y póker de goles (en general, tres o más goles anotados por un jugador en un mismo encuentro) convertidos en la temporada.
| Fecha      | Jugador          | Goles           | Local      | Resultado | Visitante   | Jornada    |
| ---------- | ---------------- | --------------- | ---------- | --------- | ----------- | ---------- |
| 26/10/2002 | Patrick Kluivert | 16' · 27' · 80' | Barcelona  | 6 - 1     | Alavés      | Jornada 7  |
| 2/11/2002  | Walter Pandiani  | 26' · 55' · 69' | Valladolid | 1 - 3     | Mallorca    | Jornada 8  |
| 10/11/2002 | Ismael Urzaiz    | 49' · 52' · 82' | Atlético   | 3 - 3     | Athletic    | Jornada 9  |
| 21/12/2002 | Patrick Kluivert | 25' · 48' · 51' | Mallorca   | 0 - 4     | Barcelona   | Jornada 15 |
| 22/2/2003  | Javier Saviola   | 2' · 41' · 54'  | Barcelona  | 4 - 0     | Betis       | Jornada 23 |
| 1/3/2003   | Ronaldo          | 12' · 65' · 77' | Alavés     | 1 - 5     | Real Madrid | Jornada 24 |
| 4/5/2003   | Roy Makaay       | 32' · 36' · 59' | Deportivo  | 5 - 0     | Recreativo  | Jornada 32 |

### Trofeo Zamora
Pablo Cavallero contribuyó, como guardameta menos goleado del campeonato, a la histórica clasificación del Celta de Vigo para la Liga de Campeones. Para optar al Trofeo Zamora entregado por el Diario Marca fue necesario disputar 60 minutos en, como mínimo, 28 partidos.
| Pos. | Jugador            | Equipo           | Goles | Partidos | Promedio |
| ---- | ------------------ | ---------------- | ----- | -------- | -------- |
| 1.º  | Pablo Cavallero    | RC Celta de Vigo | 28    | 34       | 0,79     |
| 2.º  | Santiago Cañizares | Valencia CF      | 27    | 29       | 0,93     |
| 3.º  | Antonio Notario    | Sevilla FC       | 36    | 37       | 0,97     |
| 4.º  | Albano Bizzarri    | Real Valladolid  | 40    | 38       | 1,05     |
| 5.º  | Ricardo Sanzol     | CA Osasuna       | 36    | 33       | 1,09     |
| 6.º  | Iker Casillas      | Real Madrid      | 42    | 38       | 1,21     |
| 7.º  | Sander Westerveld  | Real Sociedad    | 45    | 37       | 1,22     |
| 8.º  | Pedro Contreras    | Málaga CF        | 44    | 34       | 1,29     |
| 9.º  | Pepe Reina         | Villarreal CF    | 43    | 33       | 1,30     |
| 10.º | Toni Prats         | Real Betis       | 53    | 38       | 1,39     |

1. ↑  Partidos en los que el guardamenta disputó, como mínimo, 60 minutos.

### Trofeo Guruceta

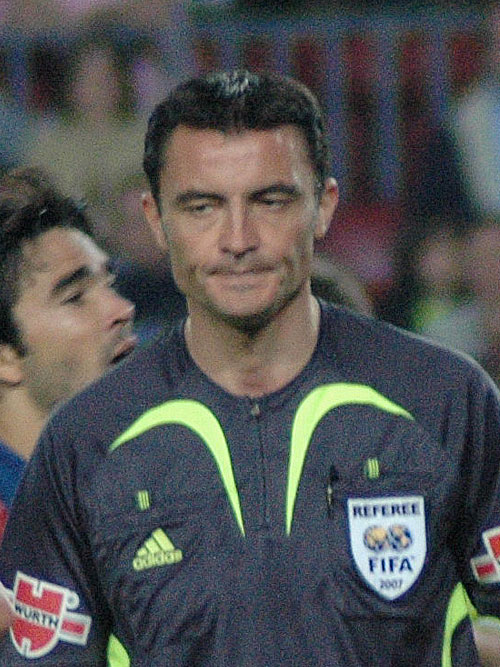
Mejuto González recibió su segundo Trofeo Guruceta

Mejuto González repitió por segundo año consecutivo el premio del Diario Marca al mejor árbitro de la categoría.
| Pos. | Árbitro (colegio)              | Puntos | Partidos | Coeficiente |
| ---- | ------------------------------ | ------ | -------- | ----------- |
| 1.º  | Manuel Enrique Mejuto González | 30     | 18       | 1,67        |
| 2.º  | Carlos Megía Dávila            | 24     | 15       | 1,60        |
| 3.º  | Juan Antonio Fernández Marín   | 3      | 3        | 1,50        |

### Trofeo EFE
Los brasileños galácticos del Real Madrid coparon este premio al mejor jugador iberoamericano. Finalmente, fue Ronaldo quien se llevó Trofeo EFE.
| Pos | Jugador         | Equipo        | Puntos |
| --- | --------------- | ------------- | ------ |
| 1.º | Ronaldo         | Real Madrid   | 221    |
| 2.º | Roberto Carlos  | Real Madrid   | 219    |
| 3.º | Pablo Cavallero | Celta de Vigo | 211    |

## Fichajes

### Fichajes más caros
| Pos. | Jugador             | Club de destino        | Club de origen | Precio (€) | Ref.   |
| ---- | ------------------- | ---------------------- | -------------- | ---------- | ------ |
| 1.º  | Ronaldo             | Real Madrid            | Inter de Milán | 45.000.000 | [ 8 ]  |
| 2.º  | Albert Luque        | Deportivo de La Coruña | Mallorca       | 15.000.000 |        |
| 3.º  | Jorge Andrade       | Deportivo de La Coruña | Oporto         | 13.000.000 |        |
| 4.º  | Roberto Acuña       | Deportivo de La Coruña | Zaragoza       | 11.000.000 |        |
| 5.º  | Juan Román Riquelme | Barcelona              | Boca Juniors   | 10.000.000 |        |
| 6.º  | Cosmin Contra       | Atlético de Madrid     | Milan          | 8.000.000  | [ 9 ]  |
| 7.º  | Marcos Assunção     | Betis                  | Roma           | 7.000.000  | [ 10 ] |